# 1992年欧洲超级杯
1992年欧洲超级杯是第18届欧洲超级杯。赛事于1993年2月10日和3月10日分别在不莱梅威悉体育场和巴塞罗那魯營球場举行，由1991–92年歐洲冠軍盃冠军巴塞罗那对阵1991–92年歐洲盃賽冠軍盃冠军云达不莱梅。巴塞罗那最终以总比分3–2获得冠军。